# أنشطة وكالة المخابرات المركزية في كندا
كان يُعتقد تقليديًا أن أي نشاط لوكالة المخابرات المركزية الأمريكية في كندا سيتم تنفيذه «بموافقة عامة» من الحكومة الكندية، وخلال الخمسينيات من القرن الماضي، تم تسليم المعلومات مجانًا إلى وكالة المخابرات المركزية مقابل الحصول على معلومات من الولايات المتحدة. ومع ذلك، رفضت كندا تقليديًا التعبير عن أي غضب حتى عندما كان من الواضح أن وكالة المخابرات المركزية كانت تعمل دون أي تصريح.
لاحظ المدافعون أن كندا كانت حيوية لعمليات وكالة المخابرات المركزية لأنها "احتلت فعليًا الأراضي الواقعة بين الولايات المتحدة والاتحاد السوفيتي. ومع ذلك، في 28 مايو 1975، وجه المحامي العام وارن ألماند شرطة الخيالة الكندية الملكية لبدء التحقيق في مستويات تورط وكالة المخابرات المركزية في الشؤون الكندية.
اليوم، تواصل البلاد التعاون مع وكالة المخابرات المركزية، مما يمكّن مواقعها السوداء، مما يسمح للطائرات الشبحية بالهبوط والتزود بالوقود في كندا، في طريقها لتسليم السجناء إلى مواقع غير معروفة. النظير الكندي لوكالة المخابرات المركزية هو جهاز المخابرات الأمنية الكندي وتتعاون وكالته بشكل كبير مع وكالة المخابرات المركزية.

## مشروع إم كي ألترا
أقنعت وكالة المخابرات المركزية معهد آلان التذكاري للسماح بسلسلة من اختبارات التحكم في العقل على تسعة مرضى في مدرسة مونتريال، كجزء من مشروع إم كي ألترا المستمر.
تم تصدير التجارب إلى كندا عندما جندت وكالة المخابرات المركزية الطبيب النفسي الإسكتلندي دونالد إوين كاميرون، مبتكر مفهوم "القيادة النفسية "، والذي وجدته وكالة المخابرات المركزية مثيرًا للاهتمام بشكل خاص.كان كاميرون يأمل في تصحيح مرض انفصام الشخصية عن طريق محو الذكريات الموجودة وإعادة برمجة النفس.كان يتنقل من ألباني،نيويورك إلى مونتريال كل أسبوع ويتقاضى 69000 دولار من 1957 إلى 1964 لإجراء تجارب مشروع إم كي ألترا هناك.بالإضافة إلى LSD، جرب كاميرون أيضًا العديد من الأدوية المسببة للشلل بالإضافة إلى العلاج بالصدمات الكهربائية بقوة تتراوح بين ثلاثين إلى أربعين ضعف القوة الطبيعية.تألفت تجاربه في "القيادة" من وضع الأشخاص في غيبوبة ناتجة عن المخدرات لأسابيع في كل مرة (تصل إلى ثلاثة أشهر في حالة واحدة) أثناء تشغيل حلقات شريطية من الضوضاء أو عبارات بسيطة متكررة.كانت تجاربه تُجرى عادةً على المرضى الذين دخلوا المعهد بسبب مشاكل بسيطة مثل اضطرابات القلق واكتئاب ما بعد الولادة، وكثير منهم عانى بشكل دائم من أفعاله. أدت علاجه إلى سلس البول، وفقدان الذاكرة، ونسيان كيفية التحدث، ونسيان والديهم، والتفكير في أن المحققين هم والديهم.
عندما بدأت الدعاوى القضائية في عام 1986، أنكرت الحكومة الكندية أي علم بأن كاميرون كان تحت رعاية وكالة المخابرات المركزية.

## التلاعب المحتمل بالشؤون السياسية
عندما تم إلغاء برنامج أفرو كندا للفضاء في عام 1959، اعتقد الكثيرون أن وكالة المخابرات المركزية كانت مسؤولة جزئيًا، خوفًا من التدخل الكندي في هيمنة الفضاء الجوي.
في عام1961، كتبت وكالة المخابرات المركزية تقديرًا استخباراتيًا بعنوان «الاتجاهات في السياسة الخارجية الكندية» والذي اقترح أن حكومة المحافظين التقدمية لجون ديفنباكر «قد تأخذ كندا في اتجاه متباين» وتسعى إلى «سياسة خارجية أكثر استقلالية» واقترحت عودة الحزب الليبرالي قد «يخفف من المقاومة الكندية لتخزين الأسلحة النووية على الأراضي الكندية». في عام1967، أعلن رئيس الوزراء ليستر بيرسون أنه سيحقق في مزاعم وكالة المخابرات المركزية الأمريكية التي تساعده في الإطاحة بديفنبيكر.
في عام1982،اتهم عضو البرلمان الكندي سفيند روبنسون وكالة المخابرات المركزية بالتسلل إلى شرطة الخيالة الملكية الكندية وتحويل المساهمات السياسية إلى السياسيين المفضلين في انتخابات المقاطعات من عام1970 إلى عام1976. يبدو أن المعلومات جاءت من جون إتش ماير، أحد مساعدي هوارد هيوز، لكن تحقيقًا سريًا لم يكشف عن أي دليل على مثل هذه المؤامرة. تعود مزاعم شرطة الخيالة الملكية الكندية إلى عام1977، عندما تبين أنها «مرتبطة» بشكل وثيق بوكالة المخابرات المركزية.

## التطوير اللاحق
بحلول عام 1964، قامت وكالة المخابرات المركزية أيضًا بمراقبة صناعة القمح الكندية عن كثب، حيث كانت الولايات المتحدة تأمل في بيع القمح لدول الكتلة السوفيتية  عندما استولى الطلاب الإيرانيون على السفارة الأمريكية في عام 1979، تم تعيين الدبلوماسي الكندي كينيث د. «رئيس محطة وكالة المخابرات المركزية بحكم الواقع» في البلاد، لكنه أبقى على منصبه الجديد سرا من الكنديين.
من المؤشرات على التعاون العملياتي الوثيق للولايات المتحدة مع كندا إنشاء ملصق توزيع رسائل جديد داخل شبكة الاتصالات العسكرية الأمريكية الرئيسية.في السابق، كان وضع علامة NOFORN (على سبيل المثال، لا رعايا أجانب) طلب من المنشئ تحديد أي الدول غير الأمريكية، إن وجدت، يمكنها تلقي المعلومات.تحذير مناولة جديد، المستخدمة بشكل أساسي في الرسائل الاستخباراتية، طريقة أسهل للإشارة إلى أنه يمكن مشاركة المواد مع أعضاء خمس أعين.
وإدراكًا منها أن عائلة خضر الكندية كانت تعرف معلومات استخبارية قيمة عن الأعمال الداخلية للقاعدة، استعانت وكالة المخابرات المركزية بعبد الرحمن خضر للعمل كمخبر والتسلل إلى الدوائر الإسلامية. كما دفعت وكالة المخابرات المركزية للحكومة الباكستانية 500ألف دولار للقبض على شقيقه الأكبر عبد الله خضر واستجوابه، حيث قام بتعذيبه ظاهريًا للحصول على إجابات واعترافات.
اعتبارًا من عام 2006، سمحت كندا لـ 76 رحلة جوية لوكالة المخابرات المركزية باستخدام القواعد الجوية للبلاد، في المقام الأول في نونافوت ولابرادور، لنقل السجناء من الحرب على الإرهاب إلى المواقع السوداء في الخارج.